# سیارک ۱۵۸۴۶
سیارک ۱۵۸۴۶ (به انگلیسی: 15846 Billfyfe، نامگذاری:1995UK28) پانزده هزار و هشتصد و چهل و ششمین سیارک کشف شده‌است که در ۲۰ اکتبر ۱۹۹۵ کشف شد.
قدر مطلق سیارک برابر ۱۸.۶ است.